# Gare de Yagi
Pour les articles homonymes, voir Yagi.
À ne pas confondre avec les gares de Yagi-nishiguchi (ja), Yamato-Yagi, Rikuchū-Yagi (ja), Kamiyagi (ja) et Nakayagi.
La gare de Yagi (八木駅, Yagi-eki) est une gare ferroviaire située à Nantan, dans la préfecture de Kyoto au Japon, située sur la ligne Sagano. La gare est exploitée par la compagnie JR West. Elle porte le nom de l'ancien bourg de Yagi et du secteur éponyme, dans lesquels elle se trouve.

## Situation ferroviaire
La gare de Yagi est située au point kilométrique (PK) 28,2 de la ligne principale San'in (appelée à cet endroit ligne Sagano). Elle se trouve dans le quartier Yagi Ueno (八木上野) du secteur Yagi (八木町) de la ville de Nantan.

## Histoire

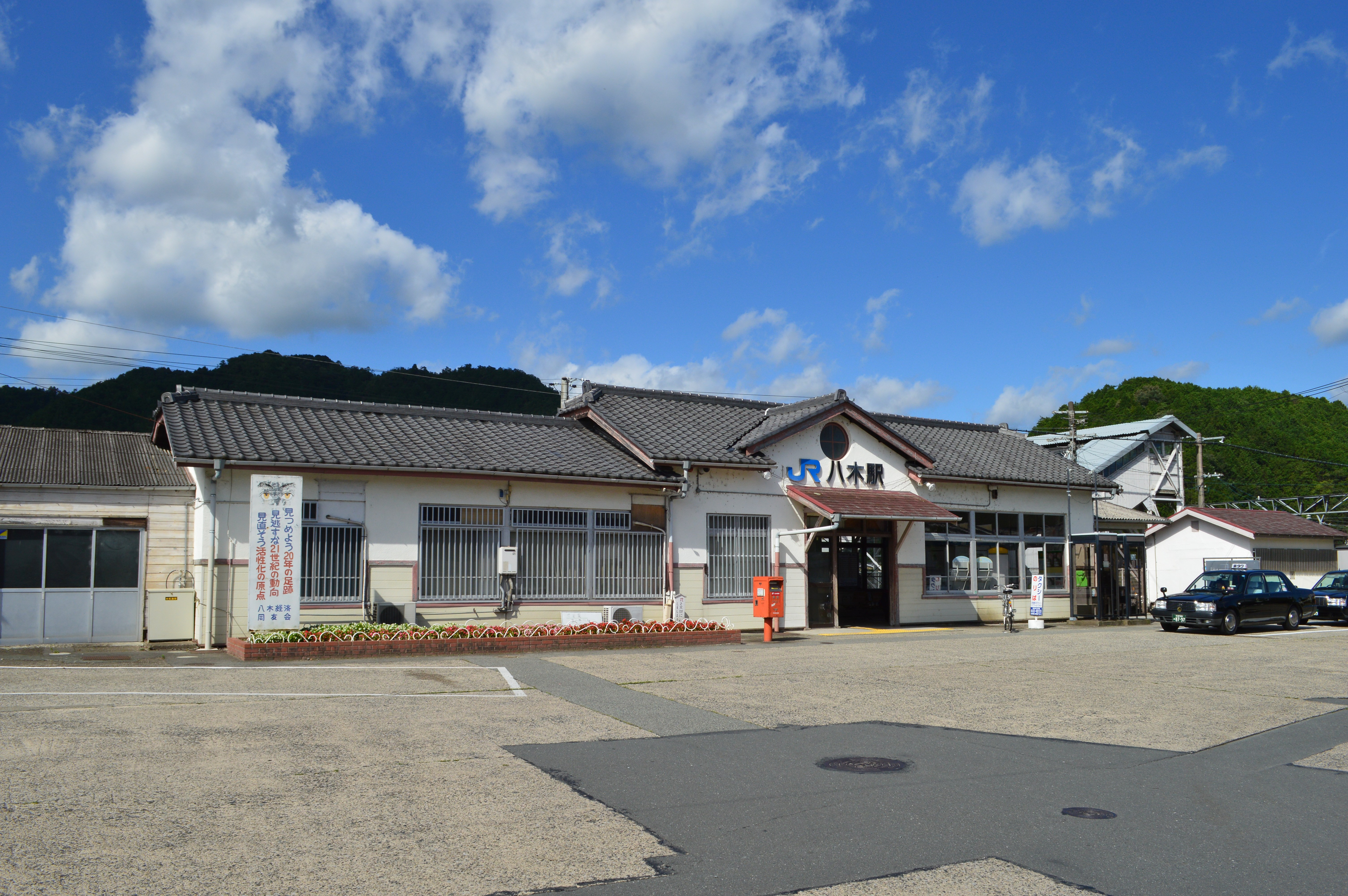
L'ancien bâtiment voyageurs avant sa démolition en 2021.

La gare de Yagi est ouverte dans le village de Yagi du district de Funai le 15 août 1899. ELle est ouverte au transport de passagers et de marchandises par Kyōto Tetsudō (ja) dans le cadre du prolongement de sa ligne depuis la gare de Saga jusqu'à celle de Sonobe en même temps que les gares de Kameoka et de Sonobe. Le 1er août 1907, Kyōto Tetsudō est nationalisée. Le 12 octobre 1909, les noms de ligne sont introduits et la ligne entre les gares de Kyoto et de Sonobe, incluant la gare de Yagi, est désormais appelée « ligne Kyoto ». Le 1er mars 1912, la ligne Kyoto est intégrée dans la ligne principale San'in. Le 1er novembre 1971, le service de fret est supprimé à la gare de Yagi, suivi du service de prise en charge des bagages le 1er février 1984. Le 1er avril 1987, dû à la privatisation des chemins de fer nationaux, la gare est désormais prise en charge par JR West, puis le 13 mars 1988, après le début de l'assignation de surnoms aux sections de ligne, elle est assignée à la nouvelle « ligne Sagano ». 
Le 1er novembre 1992, le service de guichet Midori no Madoguchi (ja) entre en fonction à la gare de Yagi. Des portilons automatiques sont installés dans la gare le 9 décembre 1998. À partir du 1er novembre 2003, les cartes à puce du service ICOCA sont utilisables à la gare de Yagi. Le 14 mars 2009, la section de la ligne Sagano entre les gares de Yagi et de Sonobe est rouverte à double voie, suivi de la section de la gare de Namikawa à celle de Yagi le 6 septembre 2009, et les installations d'aiguillage sont démantelées après. Le 17 mars 2018, un système de numérotage des stations de la ligne Sagano est introduit et le code « JR-E14 » y est assigné,. Le bâtiment voyageurs est reconstruit le 10 avril 2021 avec une passerelle intégrée à même le bâtiment,. Le service de guicet Midori no Madoguchi est fermé le 31 octobre 2024, tandis qu'à partir du lendemain, la gare n'a plus de personnel sur place.

## Service des voyageurs

### Accueil

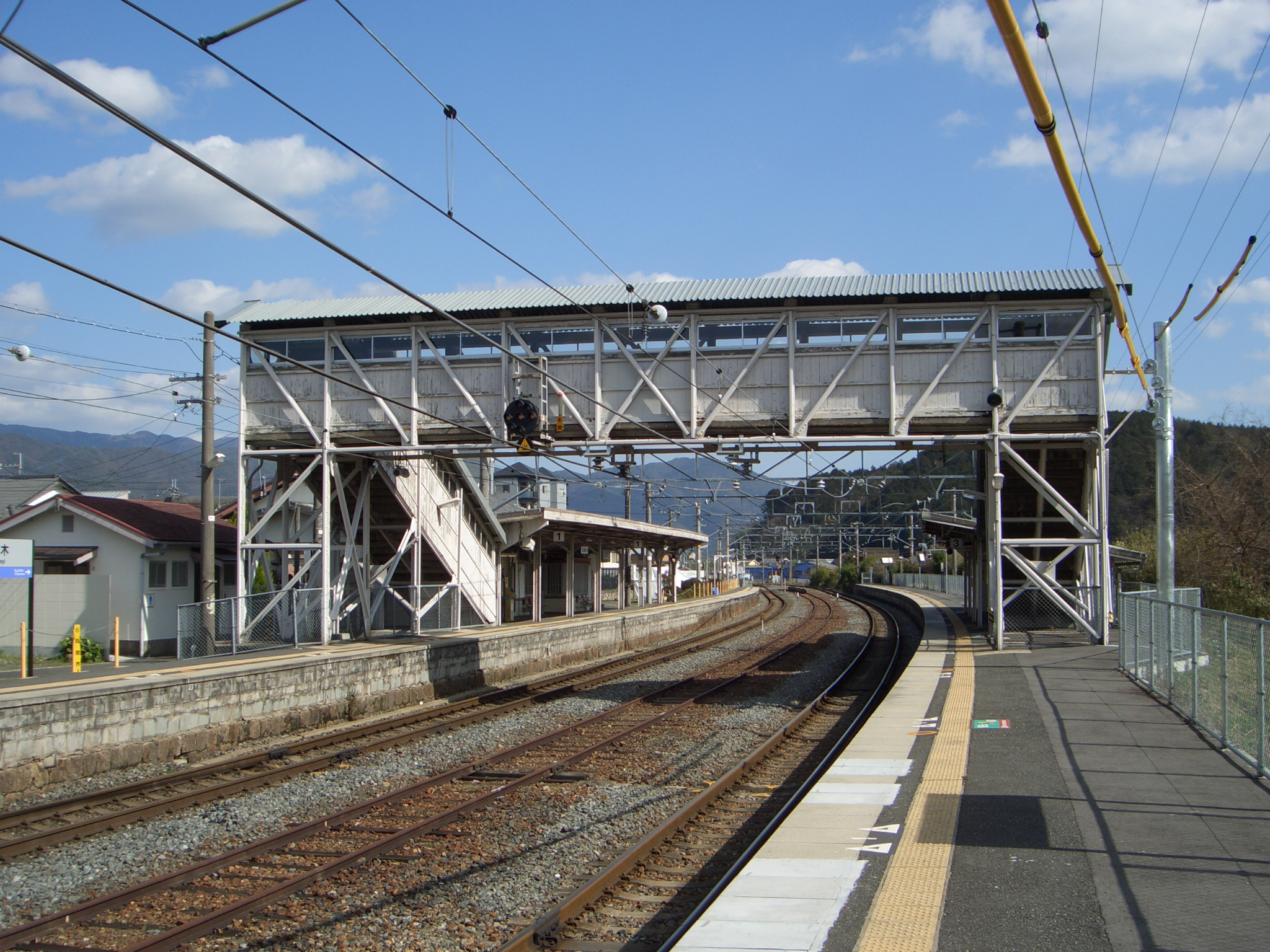
Les quais en 2009.

La gare dispose d'un bâtiment voyageurs construit au niveau du sol au-dessus des voies. Comprenant deux étages, son centre agit en tant que passerelle pour ceux voulant se rendre aux quais depuis les entrées nord (est) et sud (ouest). Les deux voies, au niveau du sol, sont flanquées d'un quai latéral de chaque côté. Des ascenseurs sont présents à l'entrée nord et à l'entrée sud, pour un total de quatre ascenseurs,. Le bâtiment incorpore des éléments de l'ancien bâtiment voyageurs, incluant la fenêtre ronde au-dessus de l'entrée de l'ancien bâtiment, ainsi que le toit en pente. On trouve des guichets automatiques acceptant la carte ICOCA ainsi qu'un portillon permettant d'accéder aux quais depuis la passerelle centrale. La gare n'a pas d'employés. Les toilettes publiques se trouvent au premier étage de l'entrée nord (est), tandis que le défibrillateur se trouve dans la passerelle centrale.
À l'entrée nord (est), on trouve un rond-point permettant l'embarquement dans des voitures et un quai d'embarquement pour les taxis. Le quai d'embarquement pour les autobus se trouve dans ce même rond-point. Un rond-point existe aussi du côté sud (ouest) et permet l'embarquement dans des voitures. Le rond-point sud fait partie d'un nouveau développement résidentiel lancé en 2022.

### Desserte
La gare comprend deux quais de part et d'autre des voies, dont les deux voies sont disposées de la façon suivante :
- Ligne Sagano
  - Quai 1
    - voie 1 : direction Kameoka et Kyoto

  - Quai 2
    - voie 2 : direction Sonobe et Fukuchiyama

Jusqu'au changement à double voie en 2009, on trouver une troisième voie au centre, qui s'appelait la voie 2. L'actuelle voie 2 était l'ancienne voie 3, mais l'ancienne voie 2 a par la suite été supprimé après le changement à double voie.

### Gares adjacentes
| «         |  | Service                       |  | »         |
| --------- |  | ----------------------------- |  | --------- |
| Chiyokawa |  | Ligne Sagano (service rapide) |  | Yoshitomi |
| Chiyokawa |  | Ligne Sagano (service local)  |  | Yoshitomi |

### Intermodalité
Les autobus de la société privée Keihan Kyōto Kōtsū (ja) desservent la gare, à l'arrêt « Gare de JR Yagi » (JR八木駅), nommément les lignes 41 et 43, ainsi qu'à l'arrêt « Route nationale - Yagi » (国道八木), nommément la ligne 3.

## Dans les environs
Les lieux d'intérêts les plus proches sont les sites archéologiques des châteaux d'Uchiyama (ja), Tsurukubiyama, Yagi (ja) et Osakabe, le temple bouddhiste Ryūkō-ji (龍興寺), la succursale de Yagi de la bibliothèque municipale de Nantan, la route nationale 9 (en), la route nationale 477 (en), le Centre médical du centre de la préfecture de Kyoto, l'école primaire municipale de Yagi-ouest et de Yagi-centre, ainsi que l'école spéciale préfectorale de Tamba.